# Bathytoma atractoides
Bathytoma atractoides é uma espécie de gastrópode da família Borsoniidae.